# Вила-Висоза
Ви́ла-Висо́за (порт. Vila Viçosa; ['vilɐ vi'sɔzɐ]) — посёлок городского типа в Португалии, центр одноимённого муниципалитета округа Эвора. Численность населения — 2,8 тыс. жителей (посёлок), 8,7 тыс. жителей (муниципалитет). Посёлок и муниципалитет входит в регион Алентежу и субрегион Алентежу-Сентрал. По старому административному делению входил в провинцию Алту-Алентежу.

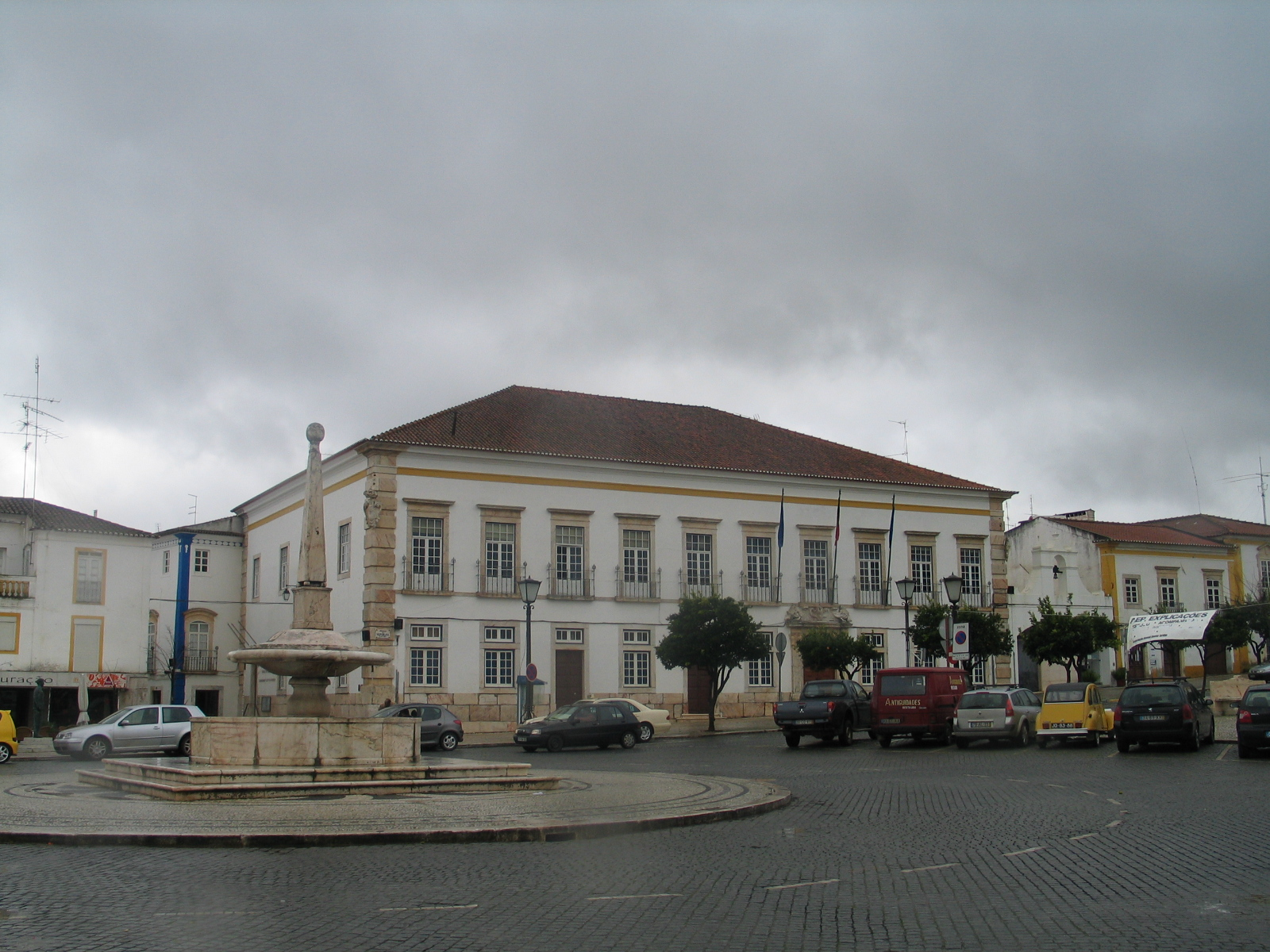
Городское управление

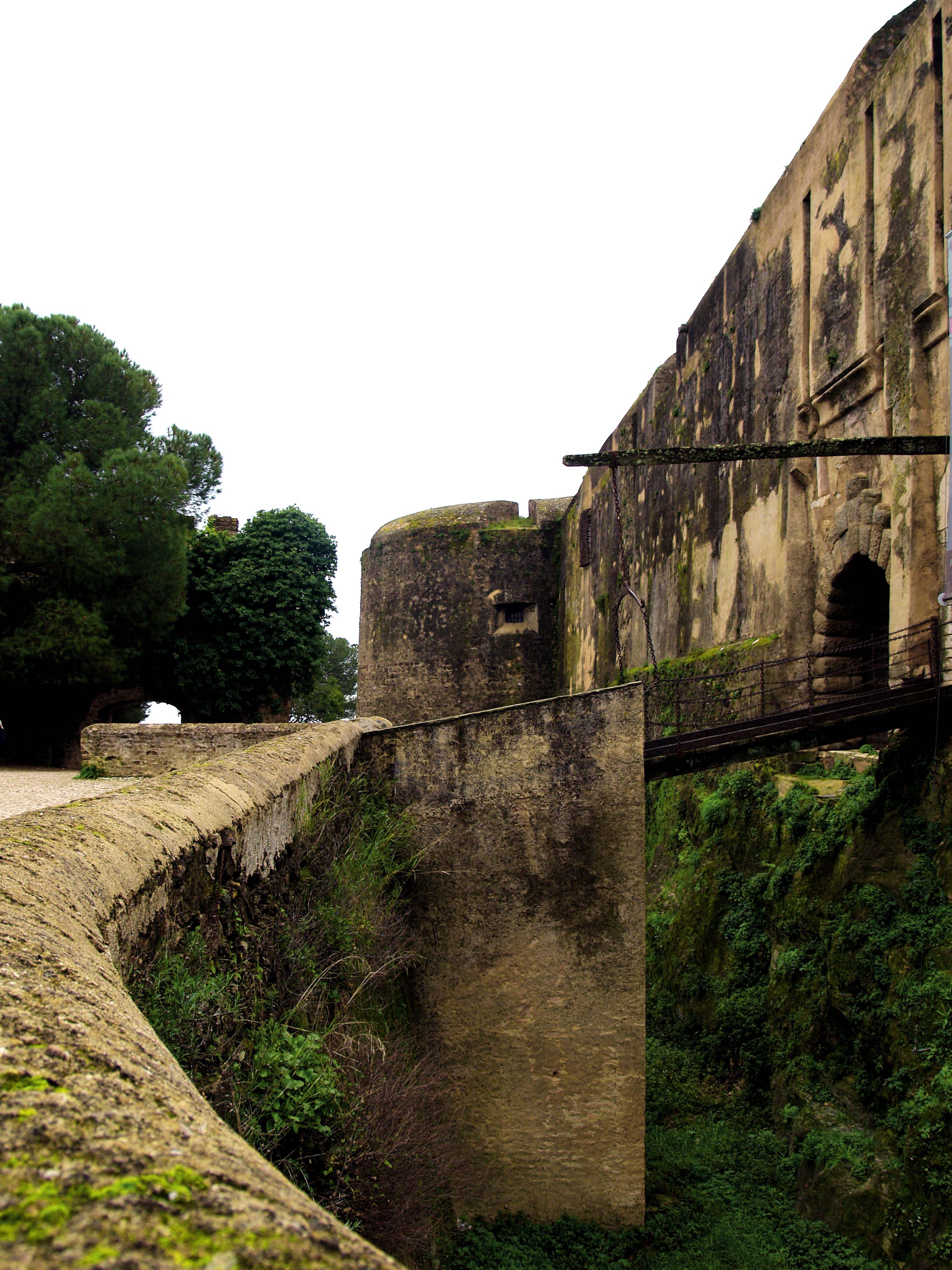
Замок Вила-Висоза

## Расположение
Посёлок расположен в 48 км северо-западнее города Эвора.
Расстояние до:
- Лиссабон — 149 км
- Эвора — 48 км
- Порталегре — 55 км
- Сантарен — 120 км
- Сетубал — 130 км
- Бежа — 94 км

Муниципалитет граничит:
- на севере — муниципалитет Элваш
- на востоке — муниципалитет Элваш
- на юге — муниципалитет Аландроал
- на западе — муниципалитет Редонду
- на северо-западе — муниципалитет Борба

## Население
| Население муниципалитета Вила-Висоза (1801—2004) | Население муниципалитета Вила-Висоза (1801—2004) | Население муниципалитета Вила-Висоза (1801—2004) | Население муниципалитета Вила-Висоза (1801—2004) | Население муниципалитета Вила-Висоза (1801—2004) | Население муниципалитета Вила-Висоза (1801—2004) | Население муниципалитета Вила-Висоза (1801—2004) | Население муниципалитета Вила-Висоза (1801—2004) | Население муниципалитета Вила-Висоза (1801—2004) |
| ------------------------------------------------ | ------------------------------------------------ | ------------------------------------------------ | ------------------------------------------------ | ------------------------------------------------ | ------------------------------------------------ | ------------------------------------------------ | ------------------------------------------------ | ------------------------------------------------ |
| 1801                                             | 1849                                             | 1900                                             | 1930                                             | 1960                                             | 1981                                             | 1991                                             | 2001                                             | 2004                                             |
| 5697                                             | 5821                                             | 7163                                             | 8444                                             | 9974                                             | 8546                                             | 9068                                             | 8871                                             | 8745                                             |

## История
Посёлок основан в 1270 году.

## Достопримечательности
В городе имеется большое количество памятников архитектуры и монументального искусства.

## Экономика
Основные статьи экономики:
- добыча и переработка мрамора;
- туристическая деятельность;
- сельское хозяйство.

## Районы
| Фрегезии (районы) муниципалитета Вила-Висоза | Фрегезии (районы) муниципалитета Вила-Висоза | Фрегезии (районы) муниципалитета Вила-Висоза | Фрегезии (районы) муниципалитета Вила-Висоза | Фрегезии (районы) муниципалитета Вила-Висоза | Фрегезии (районы) муниципалитета Вила-Висоза | Фрегезии (районы) муниципалитета Вила-Висоза |
| -------------------------------------------- | -------------------------------------------- | -------------------------------------------- | -------------------------------------------- | -------------------------------------------- | -------------------------------------------- | -------------------------------------------- |
| №                                            | Наименование                                 | Оригинальное наименование                    | Кол-во жителей чел.(2001)                    | Территория км²                               | Плотность чел./км²                           | Почтовый индекс                              |
| 1                                            | Бенкател                                     | Bencatel                                     | 1720                                         | 36,26                                        | 47,44                                        | 7160-000 BENCATEL                            |
| 2                                            | Консейсан                                    | Conceição                                    | 4364                                         | 32,79                                        | 133,09                                       | 7160-000 VILA VICOSA                         |
| 3                                            | Пардайш                                      | Pardais                                      | 559                                          | 17,83                                        | 31,35                                        | 7160-000 PARDAIS                             |
| 4                                            | Сан-Бартоломеу                               | São Bartolomeu                               | 1078                                         | 0,21                                         | 5133,33                                      | 7160-000 VILA VICOSA                         |
| 5                                            | Силадаш                                      | Ciladas                                      | 1150                                         | 107,54                                       | 10,69                                        | 7160-000 CILADAS                             |

## Фотогалерея

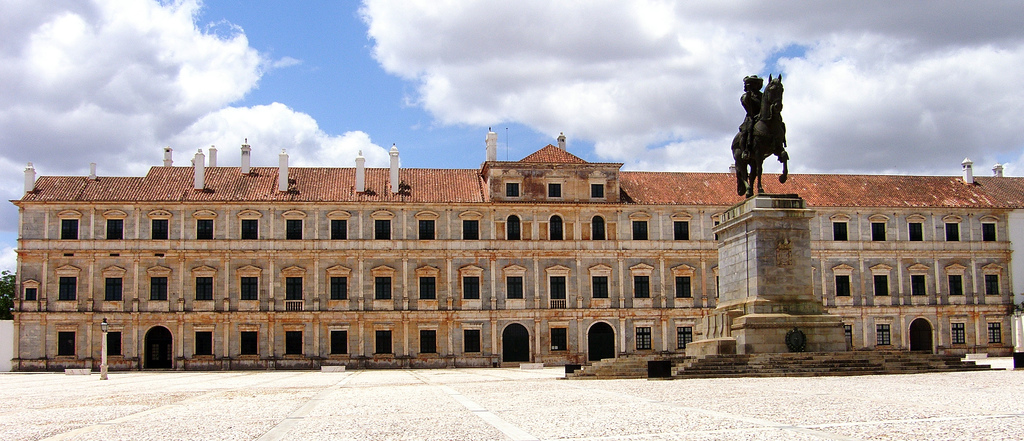
Главный фасад Герцогского Дворца Вила-Висоза (16—17 столетие).
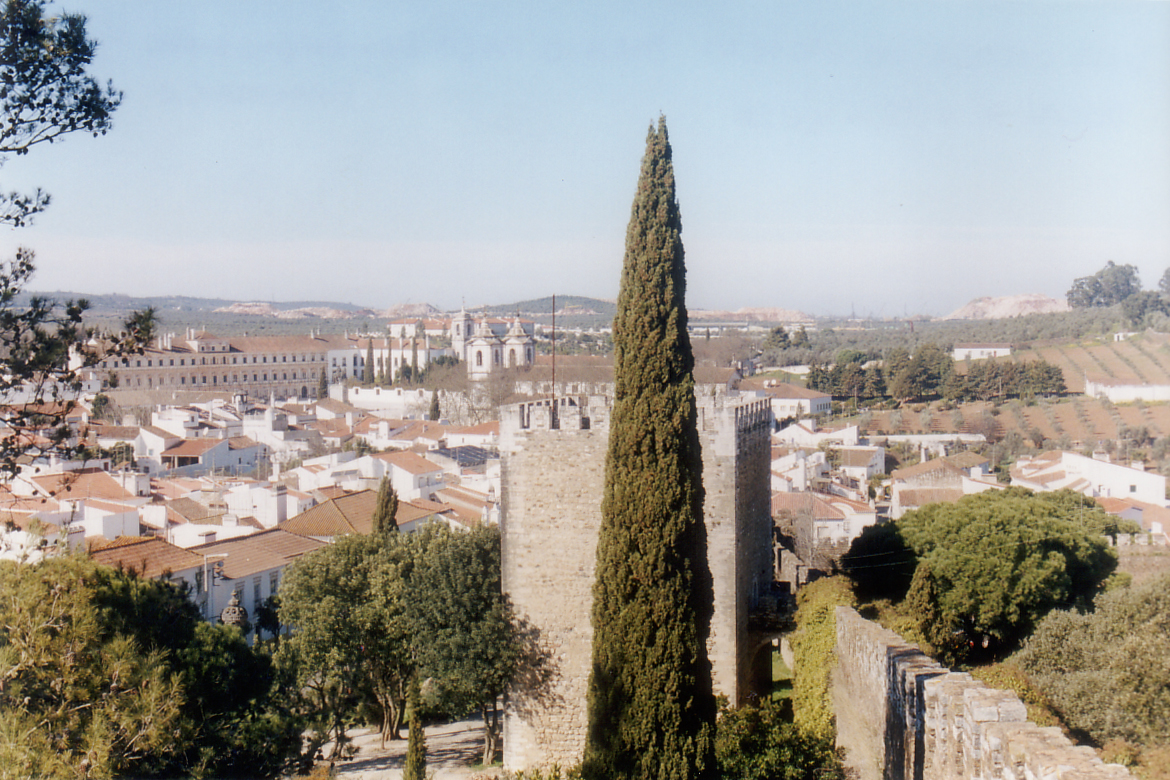
Вид на город со стороны замка.

## Персоналии
- Андраде Каминья, Педру де (после 1520—1589) — португальский поэт эпохи Возрождения.